# Embuscade de Takoumbaout
Guerre du Mali
Batailles
L'embuscade de Takoumbaout a lieu le 2 juillet 2015 pendant la guerre du Mali, un convoi de la MINUSMA est attaqué par des djihadistes d'AQMI entre Goundam et Tombouctou.

## Déroulement
Le 2 juillet 2015, un convoi de la MINUSMA tombe dans une embuscade djihadiste entre Goundam et Tombouctou. Les véhicules roulent à vive allure lorsqu'ils sont pris sous les balles et les tirs des lance-roquettes,.
L'attaque, « très violente », est revendiquée le jour même par Al-Qaïda au Maghreb islamique. Selon le bilan donné par la MINUSMA, l'embuscade fait six morts et cinq blessés parmi les casques bleus qui faisaient partie du bataillon Badenya du Burkina Faso. De son côté, AQMI affirme dans son communiqué envoyé au site mauritanien Alakbar que sept casques bleus ont été tués et quatre véhicules détruits,.
Après les combats, la MINUSMA envoie des renforts et des hélicoptères sur place, ils ne rencontrent aucune opposition, les djihadistes ayant pris la fuite.
Par la suite, vers début septembre, AQMI diffuse une vidéo de l'embuscade. Selon le chercheur Romain Caillet, celle-ci reprend les chants et les codes de communications des vidéos de l'État islamique. Elle montre plusieurs dizaines de combattants membres de l'unité al-Quds commandés par l'émir de la katiba Al Fourghan Abderrahmane Talha,,. Un cadre de la katiba Al Fourghan, un Espagnol nommé Abou al-Nour al-Andalusi, chef d'un groupe de 25 hommes, apparaît également dans la vidéo,.